# Pine Brook (dopływ Debert River)
Pine Brook – strumień (brook) w kanadyjskiej prowincji Nowa Szkocja, w hrabstwie Colchester, płynący w kierunku południowym i uchodzący do Debert River; nazwa urzędowo zatwierdzona 29 kwietnia 1941.